# Devil (ビッケブランカのアルバム)
『Devil』（デビル）は、日本のシンガーソングライターであるビッケブランカの3作目のオリジナル・アルバム。2020年3月4日にavex traxから発売された。前作『wizard』以来1年4か月ぶりとなるオリジナル・アルバムで、2019年4月に発売された「Lucky Ending」をはじめとしたシングル5曲やタイアップ曲を含む全11曲が収録された。
「CD+DVD」「CD+Blu-ray」「CD」の3形態で発売され、DVDとBlu-rayには2019年に開催された「Vickenblanka Ca Va Tour」から最終公演となった10月25日のZepp Tokyo公演でのライブ映像11曲と、「白熊」のミュージック・ビデオの撮影に密着したドキュメンタリー映像が収録された。

## 構成
2019年4月10日に本作からの第1弾シングルとして「Lucky Ending」が発売される。アルバム『Devil』は、同作を起点として約1年をかけて完成した。『音楽ナタリー』の取材で、インタビュアーから「この1年の気分が反映されたアルバムになっている」かを聞かれたビッケブランカは思います。この1年で曲作りの簡素化が進んでいるんですよ。例えば「Ca Va?」にしても「白熊」にしても、もっと音を入れようと思えば余地はいくらでもある。それを埋めていくのがJ-POPなのかなと思うけど、最近の自分はむしろ抜くことがほとんどで。その代わり、入れる音の1つひとつは強くするって言う考え方なんです。そうすると必然的にメロディも歌詞もシンプルで強くなきゃならない。なぜならたくさんの音でごまかすことができないから。っていうのが、ここ1年くらいの自分の流行りとしてありましたねと答えた。
ビッケブランカは、本作を自分の〈本性〉にもっとも近い作品とし、アルバムタイトルについて自身の性格を引き合いにああ言えばこう言うし、屁理屈も言うし、わがままだと自分でも思うんですけど、そういうのを周囲から〈悪魔化がすごい〉というふうによく言われるんです。それがありのままの自分、本性でもあるということで、〈Devil〉とと説明している。

### 楽曲解説
アルバムのイントロダクションの立ち位置を担う「Devil」は、アルバムタイトルを決めた後に作られた楽曲。「Shekebon!」と「Ca Va?」はアルバムには世界基準のダンスミュージックを必ず入れたいということから、ビッケブランカいわく相当注力して作った楽曲。ビッケブランカいわく「Ca Va?」は本気でふざけて作ったらうまくいった曲で、「Shekebon!」は「Ca Va?」と同じ楽曲制作の様式で作られた。
「TARA - 2020 Mix」は2015年に発売されたミニアルバム『GOOD LUCK』に収録された楽曲のリミックスバージョンで、ライブで長らく演奏されておらず今度やるとしたら、過去の曲として聴いてもらうより、このアルバムに入れたうえで歌った方がきっと価値が出るだろうということから収録された。「白熊」は、eddaに提供した「merry」のセルフアレンジ楽曲で、「ただただ真っ直ぐすぎる愛情の形」を表現したラブソングとして仕上げられた。
「かたうた」はインディーズ時代よりライブで演奏していた楽曲で、本作で初の音源化となった。「Save This Love」と「Heal Me」は、アラン・ウォーカーやリハブなどの海外のDJに影響を受けた楽曲で、トラックとメロディは同時に作られた。「Avalanche」は、「THUNDERBOLT」（1作目のアルバム『FEARLESS』収録曲）、「Great Squall」（2作目のアルバム『wizard』収録曲）から続く「自然の力3部作」の3作目にあたる楽曲で、「まっしろ」「Winter Beat」「白熊」と、冬の曲にいいと言ってもらえるものが多いので、冬か雪をテーマにしようと思って、冬の大自然の力と言えば吹雪か雪崩だということから「雪崩」をテーマに作曲された。

## プロモーション
2019年12月25日、インテックス大阪で開催されたライブイベント「FM802 30PARTY FM802 ROCK FESTIVAL RADIO CRAZY 2019」に出演し、同イベントのステージ上でアルバム『Devil』を2020年3月4日に発売することを告知。2020年2月7日に『Devil』のジャケット写真、新しいアーティストビジュアル、収録曲が公開された。
アルバム発売にあたり3月7日に関東近郊でフリーライブが開催される予定となっていたが、新型コロナウイルスの感染拡大を受けて中止となり、その代替としてLINE LIVEでのスタジオライブが行なわれた。4月3日から5月9日にかけて開催が予定されていた本作を引っさげた全国ツアー『Tour de Devil 2020』も開催延期となり、翌年に振替公演として2月23日から3月28日にかけて『Devil Tour "Promised"』が開催された。
本作の発売にあたり、2020年3月15日に放送されたNHK総合テレビジョン『シブヤノオト』で「Ca Va?」を披露し、同日に放送されたTBS系『COUNT DOWN TV』で「Shekebon!」を披露した。

## 評価
ライターの吉羽さおりは、『Skream!』に寄稿したレビューでアルバムについて憎めないシティボーイっぽいイメージで、ポップで洒落ていてユーモアもたっぷりあるという感じと述べた。また、そんな自由なフットワークの軽さが音楽に映っているとし、ミックステープ的な楽しさがある。それぞれ精度が高く心にスッと染み込む歌にもなっている。知らぬ間にリスナーの記憶に住み着いては気持ちを揺さぶっていく厄介なDevilでもある。大自然の力3部作を締めくくる「Avalanche」も収録され、次の一手への期待も募る3rdアルバムだと評した。『Mikiki』の長澤香奈は、掴みどころのない音楽性の振り幅の広さに改めて驚かされると評した。

## 収録曲
| 全作詞・作曲: ビッケブランカ。 |                                                                                         |                |                |                         |      |
| #                              | タイトル                                                                                | 作詞           | 作曲・編曲     | 編曲                    | 時間 |
| 1.                             | 「Devil」                                                                               | ビッケブランカ | ビッケブランカ | ビッケブランカ          | 1:05 |
| 2.                             | 「Shekebon!」                                                                           | ビッケブランカ | ビッケブランカ | ビッケブランカ          | 3:20 |
| 3.                             | 「Ca Va?」(Spotify「#音楽さえあればいい 飛行機」篇CMソング)                             | ビッケブランカ | ビッケブランカ | ビッケブランカ          | 4:08 |
| 4.                             | 「TARA - 2020 Mix」                                                                     | ビッケブランカ | ビッケブランカ | ビッケブランカ          | 4:22 |
| 5.                             | 「白熊 - Main Version」                                                                 | ビッケブランカ | ビッケブランカ | ビッケブランカ 横山裕章 | 3:44 |
| 6.                             | 「かたうた」                                                                            | ビッケブランカ | ビッケブランカ | ビッケブランカ          | 3:50 |
| 7.                             | 「Black Catcher」(テレビ東京系アニメ『ブラッククローバー』第10クールオープニングテーマ) | ビッケブランカ | ビッケブランカ | ビッケブランカ          | 3:16 |
| 8.                             | 「Save This Love」                                                                      | ビッケブランカ | ビッケブランカ | ビッケブランカ          | 3:19 |
| 9.                             | 「Heal Me」                                                                             | ビッケブランカ | ビッケブランカ | ビッケブランカ 横山裕章 | 3:49 |
| 10.                            | 「Lucky Ending」(テレビ東京系アニメ『フルーツバスケット』第1クールエンディングテーマ)   | ビッケブランカ | ビッケブランカ | ビッケブランカ          | 4:19 |
| 11.                            | 「Avalanche」                                                                           | ビッケブランカ | ビッケブランカ | ビッケブランカ          | 4:27 |
| 合計時間:                      | 合計時間:                                                                               | 合計時間:      | 39:39          |                         |      |

| #   | タイトル                                                          | 作詞 | 作曲・編曲 |
| --- | ----------------------------------------------------------------- | ---- | ---------- |
| 1.  | 「アシカダンス」(Vickeblanka Ca Va Tour at ZEPP TOKYO)            |      |            |
| 2.  | 「Want You Back」(Vickeblanka Ca Va Tour at ZEPP TOKYO)           |      |            |
| 3.  | 「Broken」(Vickeblanka Ca Va Tour at ZEPP TOKYO)                  |      |            |
| 4.  | 「キロン」(Vickeblanka Ca Va Tour at ZEPP TOKYO)                  |      |            |
| 5.  | 「Lucky Ending」(Vickeblanka Ca Va Tour at ZEPP TOKYO)            |      |            |
| 6.  | 「まっしろ」(Vickeblanka Ca Va Tour at ZEPP TOKYO)                |      |            |
| 7.  | 「Get Physical」(Vickeblanka Ca Va Tour at ZEPP TOKYO)            |      |            |
| 8.  | 「Winter Beat」(Vickeblanka Ca Va Tour at ZEPP TOKYO)             |      |            |
| 9.  | 「Slave of Love」(Vickeblanka Ca Va Tour at ZEPP TOKYO)           |      |            |
| 10. | 「ウララ」(Vickeblanka Ca Va Tour at ZEPP TOKYO)                  |      |            |
| 11. | 「Ca Va?」(Vickeblanka Ca Va Tour at ZEPP TOKYO)                  |      |            |
| 12. | 「「白熊」MV密着ドキュメンタリー 〜国民の飼い猫、旭川へ行く！〜」 |      |            |

## チャート成績
| チャート (2020年)                  | 最高位 |
| ---------------------------------- | ------ |
| 日本 (オリコン)                    | 13     |
| Japan Hot Albums (Billboard JAPAN) | 11     |